# Gaidropsarus mediterraneus
Gaidropsarus mediterraneus is een straalvinnige vissensoort uit de familie van de kwabalen (Lotidae). De wetenschappelijke naam van de soort is gepubliceerd als Gadus mediterraneus in 1758 door Linnaeus in de tiende editie van Systema naturae.